# Gala Galaction
Gala Galaction (nom de plume de Grigorie Pișculescu), né le 16 avril 1879 à Didești et mort le 8 mars 1961, prélat, théologien, écrivain, journaliste, et figure politique de Roumanie. Contrairement à trop d'autres à son époque, il prôna la tolérance envers la minorité juive.

## Biographie

### Enfance et jeunesse
Il est né au village de Didești, fils d'un paysan aisé et d'une fille de pope. Son père avait voyagé à travers les Balkans pour affaires, et s'était établi en tant que bailleur à rente.
Après ses études primaires et secondaires dans son village natal et à Roșiorii de Vede (1888–1890), il étudia au collège national Saint-Sava à Bucarest (1890–1898), et, après un début en philosophie à l'université de Bucarest, il fut diplômé en théologie à l'université nationale de Tchernivtsi. C'est à cette période que Galaction commença à s'intéresser à la littérature et fut brièvement influencé par les idées de Joséphin Péladan, un poète et occultiste français Il fit ses débuts en 1900 avec la nouvelle Moara lui Călifar [Le Moulin de Călifar], histoire sinistre sur la tentation du démon ; cependant son intérêt croissant pour la religion orthodoxe le conduisit à abandonner la littérature pendant une dizaine d'années ; son volume de nouvelles de 1914, qui contenait La Vulturi! [Aux vautours !] (un de ses titres les plus connus), obtint le prix de l'Académie roumaine.

### Activisme au début du vingtième siècle
Après avoir été pendant sa jeunesse disciple du critique et philosophe  marxiste Constantin Dobrogeanu-Gherea, il devint un partisan du poporanisme et, comme son ami proche N. D. Cocea, du socialisme, tendances qui l'établirent en tant que figure de l'aile gauche du spectre politique roumain. Selon Vianu:

« L'attraction envers le socialisme durant la jeunesse de Galaction a toujours été avouée et jamais dénoncée, bien que son regard religieux sur l'existence, formulée à travers l'influence de sa famille et de son environnement immédiat, l'aient conduit à considérer les socialistes comme de compagnons de voyages plutôt que d'armes. »

Remarqué pour sa critique de la répression violente de l'insurrection des paysans roumains de 1907, il devit bientôt un journaliste prolifique. Avec l'aide de Tudor Arghezi, il publia Cronica [La chronique] et Spicul [L'épi], qui parurent durant la Première Guerre mondiale. Comme son ami Tudor Arghezi et d'autres, il fit preuve de sympathie pour les puissances centrales, et resta à Bucarest sous l'occupation allemande et collabora avec les nouvelles autorités. Finalement, Galaction accueillit favorablement la nouvelle atmosphère politique introduite par la Révolution russe, puis les activités du Parti socialiste roumain et les grèves de 1918–1919 :

« Nous fûmes témoins et vîmes de nos propres yeux comment les vieux mondes s'effondraient et les nouveaux naquirent. Et il me semble que le spectacle était le plus intéressant depuis notre petite îlot roumain. [...] Le pouvoir de la multitude, déchaîné autour de nous, se lève, frétille, rugit et cherche un nouvel équilibre. Ne nous y trompons pas : il ne retournera pas dans son ancien moule. Ce serait absurde. »

À peu près à la même époque, il devint un défenseur acharné du mouvement des travailleurs. Une réunion publique d'ouvriers d'usine lui fit forte impression :

« Depuis les faubourgs couverts de boue et fumants, depuis les caves humides et suffocantes, depuis les milliers de cellules trop petites, où l'abeille prolétaire distille le miel des bourdonnements capitalistes, depuis tous ces hauts et ces bas, les travailleurs étaient venus en troupeaux noirs pour augmenter, épaule contre épaule, la phalange des exigences socialistes. »

Peu après la guerre, Galaction se lia d'amitié avec Nicolae Tonitza, un peintre et illustrateur de journaux socialistes qui dessina la couverture du recueil d'essais de Galaction (O lume nouă) et fit son portrait sous le titre "L'Homme du nouveau monde". Dans ses mémoires, en parlant de cette période, le collectionneur Krikor Zambaccian décrivit ce portrait de la sorte :

« ce portrait hallucinant [...]. Sur un fond d'un bleu intense se profile la silhouette de mage de l'écrivain Galaction; sur un plan plus distant émergent les silhouettes des bâtiments industriels et s'élèvent les cheminées des usines. »

### L'Entre-deux-guerres
En 1922, il fut ordonné prêtre, et en 1926 il devient professeur de théologie et d'exégèse du Nouveau Testament à la faculté de théologie de Tchernivtsi. Il fut doyen de la faculté entre 1928 et 1930.
Avec le prêtre Vasile Radu, il se mit au travail pour une nouvelle traduction de la Bible en roumain moderne, publiée en 1938, conçue pour être plus précise et remplacer la traditionnelle Bible de Cantacuzino. Le critique littéraire Tudor Vianu écrivit:

« [...] la nouvelle traduction, utilisant les moyens créés par les dernières nouveautés de l'évolution littéraire et le talent d'un poète moderne, présent un intérêt philologique et artistique majeur. »

Pendant l'Entre-deux-guerres, Galaction écrivit également plusieurs études, articles et commentaires sur le Nouveau Testament, ainsi qu'une traduction remarquée du Marchand de Venise de William Shakespeare Il contribuait régulièrement aux revues Viața Românească, Adevărul, et Sămănătorul, mais était en très mauvais termes avec son fondateur, Nicolae Iorga.
En 1936, il fit l'objet d'une dénonciation pour "communisme et liens avec le Comintern, qu'il qualifia de diffamation En 1938–1940, cependant, Galaction, comme d'autres figures poporanistes ou de la gauche socialiste (parmi lesquelles Petre Andrei, Mihai Ralea, Ioan Flueraș, and Mihail Ghelmegeanu), collabora avec le régime fascisant, dirigé par le roi Carol II et le Front de Renaissance nationale, afin de combattre l'influence de la Garde de fer favorable aux Nazis. Lors de l'invasion de la Pologne en 1939 et du début de la Deuxième Guerre mondiale, il écrivit:

« La guerre a éclaté. Hitler le monstre ou demi-dieu, le levier du destin ou la poupée du diable, a encore porté haut la bannière de la mort parmi les frontières des peuples. Est-il avant-gardiste et prophète de temps meilleurs ou le stryge des déclins et désastres irrémédiables? Les Allemands luttent-ils pour un avenir meilleur ou pour le narthex de la barbarie et pour la mort de l'Europe? C'est encore une autre énigme pathétique! Les peuples chrétiens tournent le dos au Calvaire, désavouent les lois de leur éducation et se moquent des Béatitudes! Les Allemands déchristianisés et les Polonais catholiques sont pareillement vaniteux et manquent d'esprit chrétien. »

### Les années 1940
La chute de Carol II et l'instauration de l'État national-légionnaire sous la Garde de fer entraîna le retrait de Galaction de la vie publique, prolongé après le pogrom de Bucarest et la dictature de Ion Antonescu. En 1944, lorsque le coup du 23 août renversa Antonescu, sortant la Roumanie du camp de l'Axe et l'ouvrant à l'influence soviétique, Galaction fit part de son enthousiasme:

« L'heure tant attendue est venue une nuit alors que nos cœurs étaient éteints par la peur et nos maisons s'écroulaient... Elle est venue après avoir longtemps voyagé, être passée par des ruines, des tombes et des tours couvertes de fumée... Elle est là ! Deviens une époque, deviens un siècle, toi, l'heure tant attendue ! »

Peu après, Galaction collabora avec le Parti communiste roumain et ses nombreuses organisations. En 1947, il remplaça Nichifor Crainic, victime de la purge, en tant que membre de l'Académie roumaine, et fut élu vice-président de l'Union des écrivains roumains la même année; Galaction fut lui-même victime d'une purge à l'Académie la même année puis réadmis à titre honoraire en 1948. Décoré plusieurs fois, il fut aussi élu au Parlement roumain (1946–1948), et à la Grande assemblée nationale (1948–1952).

### Décès
Une des dernières causes dans laquelle il fut impliqué fut le mouvement pour la paix (dans le contexte de la Guerre froide), afin de créer un "aréopage suprême de paix" Il fut alité à la fin de sa vie, affecté par une crise cardiaque, ce qui explique probablement qu'il fut peu critiqué pendant la doctrine Jdanov.
Son agenda ne fut publié, de manière sélective, que deux décennies après sa mort, sous le régime de Nicolae Ceaușescu. La nouvelle édition contient le discours censuré d'un Galaction amer, devenu très critique à l'égard du stalinisme, et qui révisait ses propres opinions pour un socialisme "évangélique et nuageux".
Galaction fut également remarqué pour le soutien qu'il donna à Constantin Galeriu, qui devint plus tard un prêtre et théologien respecté. Galeriu, qui fut un des étudiants favoris de Galaction, fut secouru par ce dernier en 1952, après avoir été arrêté et emprisonné au canal Danube-mer Noire (Galaction fit appel au Premier ministre Petru Groza pour intervenir en sa faveur).

## Vie privée
Galaction eut quatre filles, dont une, Maria (Mărioara), se maria à Șerban Țuculescu, frère du peintre Ion Țuculescu en 1936 ; une fut l'actrice Elena Galaction Stănciulescu et les deux autres, Magdalena et Lucreția, se marièrent à des citoyens italiens. Le mari de Luki Galaction (Galaction Passarelli ou Galaction Sciarra), qui fut peintre et écrivaine, fut Domenico Sciarra, une figure de proue du fascisme italien (à qui Gala Galaction rendit visite à Rome au moment de sa dénonciation).
Ami du politicien communiste Lucrețiu Pătrășcanu, Galaction aida son épouse juive Herta Schwamen à éviter des mesures antisémites prises en 1938 par le gouvernement issu du Parti national-chrétien, en la baptisant en tant qu'orthodoxe roumaine (elle prit par conséquent le nom chrétien d'Elena).
Galaction fut toute sa vie ami avec le journaliste Vasile Demetrius, avec lequel il commença à collaborer dans les années 1910. Il était également proche de la fille de Vasile, la romancière et actrice Lucia Demetrius, qui lui fit connaître sa gratitude pour son soutien à sa famille après la mort de Vasile Demetrius.

## Relation avec la communauté juive
Galaction publia des articles dans plusieurs journaux juifs de Roumanie, tels que Mântuirea (1919–1922), Lumea Evree (1919–1920), Știri din Lumea Evreiască (1924–1925) et Adam (1929–1939).
Ses contributions furent rassemblées plus tard dans le volume Sionismul la Prieteni (Le sionisme entre amis), publié in 1919. Outre son éloge de Theodor Herzl, qu'il considérait comme le plus grand israélite du monde moderne, il écrivait :

« Quiconque lit et aime la Bible ne peut pas haïr Israël. »

En 1930, il fit un pèlerinage à Jérusalem, et visita la Palestine avec le peintre Ion Ţuculescu, et leurs familles. Dans sa critique de son récit de voyage În pământul făgăduinței [En Terre Promise], Alexandru A. Philippide, un autre écrivain à Viața Românească, nota que l'attitude de Galaction était liée à la fois à sa vision théologique de la tolérance et à la branche de la chrétienté qu'il représentait:

« [Son] caractère tolérant est, après tout, ce que distingue l'Orthodoxie. Le Père Galaction en fait un point d'honneur. Sur le même bateau que lui il y avait beaucoup d'immigrants juifs, en chemin vers la Palestine. «Courageux soldats d'un idéal si passionné et enclins au sacrifice!» s'exclame le Père Galaction. C'est en effet une exclamation qui va au-delà de la foi (ou, en tout cas, vient des replis de l'âme autres que la foi). »

En 1947, Galaction salua les étapes les plus décisives vers la création d'Israël. Aujourd'hui, en mémoire de son rôle, un jardin de Jérusalem porte son nom.

## Liste des œuvres
- Minunea din drumul Damascului [Merveille du chemin de Damas], Bucarest, 1903
- Apologia unei legi şi mai presus de ea a unui principiu [Apologie d'une loi et surtout d'un principe], Bucarest, 1909
- Lângă apa Vodislavei [Sur les bords de la Vodislava], Bucarest, 1911
- Bisericuţa din Răzoare [La petite église de Răzoare], Jassy, 1914
- M. Eminescu [ Mihai Eminescu ], Bucarest, 1914
- Clopotele din Mănăstirea Neamţu [Les cloches du monastère de Neamţ], Bucarest, 1916
- La ţărmul mării [Au bord de la mer], Bucarest, 1916
- O lume nouă [Un monde nouveau], Bucarest, 1919
- Sionismul la prieteni [Le sionisme chez les amis], préface d'A.L. Zissu, Bucarest, 1919
- Răboji pe bradul verde [Entailles sur le sapin vert], Jassy, 1920
- Neamţu Neamţ, Jassy, 1920
- Mustafa Efendi ajunge Macarie Monahul [Mustafa Efendi devient le moine Macarie], Jassy, 1920
- Toamne de odinioară [Automnes du passé], Bucarest, 1924
- De la noi, la Cladova [De nous, à Cladova], Bucarest, 1924
- Două întâmplări minunate [Deux aventures merveilleuses], Bucarest, 1924
- Piatra din capul unghiului. Scrisori teologice [La pierre du coin. Écrits théologiques], Bucarest, 1926
- Cartea creştinului ortodox [Le livre du chrétien orthodoxe], Bucarest, 1926
- Meditare la Rugăciunea Domnească [Méditation sur la prière à Dieu], Arad, 1927
- Răbdare şi nădejde [Patience et espoir], Chişinău, 1928
- Caligraful Terţiu [Le calligraphe Terţiu], Bucarest, 1929
- Roxana [Roxana], Bucarest, 1930
- Scrisori către Simforoza. În Pământul Făgăduinţei [Lettres à Simforoza. En Terre Promise], Bucarest, 1930
- Papucii lui Mahmud [Les pantoufles de Mahmud], Bucarest, 1932
- Doctorul Taifun [Le docteur Typhon], Bucarest, 1933
- Nuvele şi schiţe [Nouvelles et esquisses], Bucarest, 1934
- La răspântie de veacuri [Depuis des siècles], I-II, Bucureşti, 1935
- Elemente [Éléments], en collaboration avec Vasile Radu, Bucarest, 1935
- În grădinile Sf. Antonie [Dans le jardin de Saint-Antoine], Bucarest, 1942
- Riţa Crăiţa [Riţa Crăiţa], Bucarest, 1942
- Vlahuţă [ Alexandru Vlahuţă ], Bucarest, 1944
- Din legăturile bisericeşti româno-ruse altădată şi azi [Des liens entre les églises roumaines et russes autrefois et aujourd'hui], Bucarest, 1946
- Mangalia [ Mangalia ], Bucarest, 1947
- Oameni şi gânduri din veacul meu [Hommes et pensées de mon siècle], préface de Teodor Vârgolici, Bucarest, 1955
- Ziua Domnului [Le jour du Seigneur], Bucarest, 1958

## Traductions vers le roumain
- Anatole France, Paiaţa Maicii Domnului, Jassy, 1920
- Noul Testament, Bucarest, 1927
- Biblia adecă Dumnezeiasca Scriptură a Vechiului şi a Noului Testament, Bucarest, 1938 (en collaboration avec Vasile Radu)
- William Shakespeare, Neguţătorul din Veneţia (Le marchand de Venise), Bucarest, 1955

## Traductions de ses œuvres en français
- Le Trou du carrosse, traduction par Mme. J Kessel, (Sandi Kessel, l'épouse de Joseph Kessel), in La Revue de France, No 4 du 15 février 1928, p. 654-665
- Nouvelles et récits, traduction par Ileana Cantuniari et Teodor Vârgolici, éditions Minerva, Bucarest, 1982

## Prix et distinctions littéraires
- Prix de l'Académie roumaine, 1915
- Prix de la Société des écrivains roumains, 1933
- Prix littéraire national, 1935
- Prix national de la prose, 1942

## Décorations
- Médaille du Mérite culturel, 2e classe, 1934
- Médaille du Mérite culturel, commandeur, 1947
- Ordre du travail, 1re classe, 1954